# Włodarka
Włodarka [vwɔˈdarka] (tiếng Đức: Voigtshagen)  là một ngôi làng thuộc khu hành chính của Gmina Trzebiatów, thuộc hạt Gryfice, West Pomeranian Voivodeship, ở phía tây bắc Ba Lan. Nó nằm khoảng 6 kilômét (4 mi) phía tây bắc Trzebiatów, 20 km (12 mi) phía bắc Gryfice và 86 km (53 mi) về phía đông bắc của thủ đô khu vực Szczecin.
Làng có dân số 226.